# Arkaim
Arkaim (in russo Аркаим?) è un sito archeologico dell'età del bronzo situato nelle steppe degli Urali meridionali, nell'Oblast' di Čeljabinsk in Russia. Il sito viene generalmente datato al XVII secolo a.C. anche se sono state proposte datazioni antecedenti, fino al 2000 a.C. L'insediamento apparteneva alla cultura di Sintashta-Petrovka.

## La scoperta e i primi scavi
Il sito venne scoperto nel 1987 da un team di scienziati di Čeljabinsk che stavano pianificando la realizzazione di un lago artificiale proprio in quell'area. I primi scavi furono diretti da Gennadij Zdanovič, inizialmente i ritrovamenti furono praticamente ignorati dalle autorità sovietiche ma l'attenzione sul sito crebbe dopo ulteriori scavi archeologici. Nel 1991 il sito venne designato "riserva culturale" e nel 2005 venne visitato da Vladimir Putin.

## L'insediamento
Sebbene l'insediamento venne incendiato e abbandonato molti dettagli si sono preservati. Arkaim è simile nella forma al vicino sito di Sintashta, dove venne scoperto il più antico esempio di carro da guerra della storia. Arkaim era protetta da due mura circolari, vi era al centro una piazza circolare circondata da due file di abitazioni poste ad anello e separate da una strada, la fila interna contava 27 abitazioni mentre la fila più esterna 39 o 40 Zdanovič ha stimato che la popolazione si aggirava fra i 1500 e i 2500 individui. L'insediamento copriva un'area di 20.000 metri quadrati. Attorno alle mura di Arkaim vi erano campi arabili irrigati tramite un sistema di canali.